# Adelheid II. von Büren

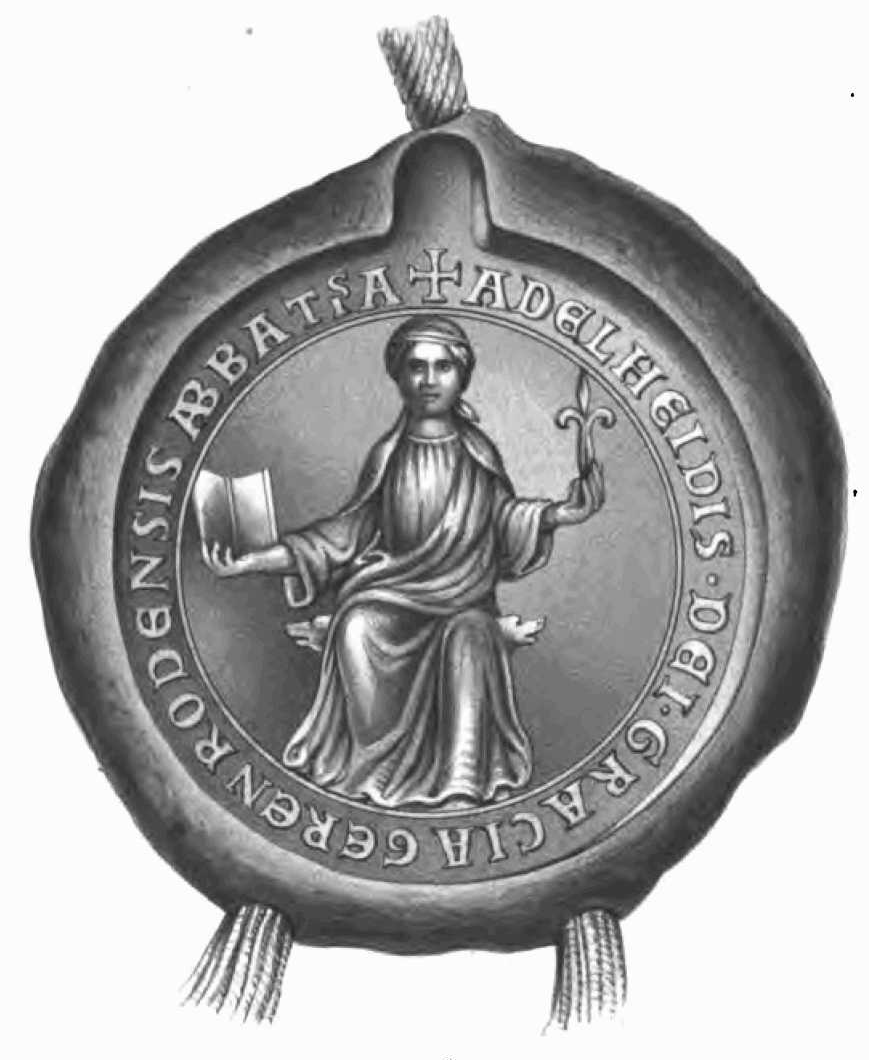
Siegel der Äbtissin Adelheid II. von Büren

Adelheid II. von Büren († 3. November 1220 in Gernrode) war von 1207 bis 1220 die Äbtissin des freien weltlichen Stiftes von Gernrode und Frose.

## Leben
Adelheid II. stammt aus der Familie von Büren, einem edelfreien Geschlecht, welches die Herrschaften Büren (südwestlich von Paderborn), Wünnenberg und Wewelsburg besaß.
Der Zeitpunkt des Amtsantrittes von Adelheid II. kann nur ungefähr ermittelt werden. Sie wird in einer päpstlichen Urkunde von Anfang August 1207 als Äbtissin angesprochen, wird also wahrscheinlich in der ersten Hälfte des Jahres 1207 gewählt worden sein.
Während ihrer Regierungszeit kam es zu Auseinandersetzungen um das Truchsessenamt mit den Ministerialen des Stiftes den Brüdern Arnold und Friedrich von Gernrode. Der Streit wurde durch einen Schiedsspruch des Bischofs Friedrich von Halberstadt am 10. August des Jahres 1220 beigelegt.
Ihr Todestag ist wahrscheinlich der 3. November 1220, da an diesem Tag ihr Gedächtnis begangen wurde.